# Билименко, Фёдор Трофимович
Фёдор Трофимович Билименко (укр. Федір Трохимович Билименко; 2 мая 1931 года, село Плоское, Носовский район, Черниговская область — 26 марта 1993 года, там же) — звеньевой колхоза имени Чапаева Носовского района Черниговской области, Украинская ССР. Герой Социалистического Труда (1976).

## Биография
Родился в 1931 году в крестьянской семье в селе Плоское Черниговской области. После окончания средней школы в 1947 году учился в Мринской школе механизации сельского хозяйства. С осени 1948 года — механизатор в родном селе, потом звеньевой механизированного звена по выращиванию картофеля в колхозе имени Чапаева Носовского района.
Звено Фёдора Билименко ежегодно досрочно выполняла задания и социалистические обязательства. За выдающийся труд удостаивался почётных званий «Ударник девятой пятилетки», «Ударник десятой пятилетки», «Ударник одиннадцатой пятилетки». Указом Президиума Верховного Совета СССР от 24 декабря 1976 года «за выдающиеся успехи, достигнутые во Всесоюзном социалистическом соревновании, проявленную трудовую доблесть в выполнении планов и социалистических обязательств по увеличению производства и продажи государству зерна и других сельскохозяйственных продуктов» удостоен звания Героя Социалистического Труда с вручением ордена Ленина и золотой медали «Серп и Молот».
Неоднократно участвовал во Всесоюзной выставке ВДНХ (1973 — бронзовая медаль; 1975 год — серебряная и золотая медали).
После выхода на пенсию проживал в родном селе, где скончался в 1993 году.
Награды
- Герой Социалистического Труда
- Орден Ленина
- Медаль «В ознаменование 100-летия со дня рождения Владимира Ильича Ленина» (1970)
- Бронзовая (1973), серебряная и золотая медали ВДНХ (1975)